# 南乃彩希
南乃 彩希（みなみの さき、1999年4月27日 - ）は、日本の元ファッションモデル、元女優である。神奈川県出身。フォスターに所属していた。
本名は羽毛田 岬。

## 略歴
2011年7月末、神奈川県川崎市の夏祭りに訪れた際に北乃きいからスカウトを受け、秋にフォスタージュニアと仮契約を結ぶ。
雑誌『ニコ☆プチ』の専属モデルを2012年8月号から2013年6月号までつとめる。
2012年10月から12月に放送されたドラマ『悪夢ちゃん』（日本テレビ）で女優デビュー。
2016年、雑誌『Seventeen』の専属モデルオーディション「ミスセブンティーン 2016」のグランプリ5名の中に選ばれ、8月23日にパシフィコ横浜国立大ホールで開催されたイベント「Seventeen夏の学園祭 2016」で初お披露目された。 
2016年12月、『シブヤから遠く離れて』で舞台初出演。2017年8月、『壁蝨（だに）』で舞台初主演。
2019年3月1日発売の『Seventeen』4月号をもって下村実生、田辺桃子らと共に同誌専属モデルを卒業した。
2020年、ブログや公式プロフィールから消されている。
2021年現在は、大学（外国語学部）に在学し学業を優先しながら、帽子のショップ『CA４LA』で販売スタッフのアルバイトを行っている。

個人活動として「Instagram」、「YouTube」、「TikTok」も行っている。

## 出演

### テレビドラマ
- 悪夢ちゃん（2012年10月13日 - 12月22日、日本テレビ） - 木下萌 役
  - 悪夢ちゃんスペシャル（2014年5月2日、日本テレビ）
- コドモ警視（2013年1月24日 - 3月28日、毎日放送） - 北林ユミ 役
- 激流〜私を憶えていますか?〜（2013年6月25日 - 8月13日、NHK） - 秋芳美弥（中学生時代）役
- 紙の月 第3話 - 最終話（2014年1月21日 - 2月4日、NHK） - 波多野沙織 役
- 天誅〜闇の仕置人〜（2014年1月24日 - 3月14日、フジテレビ） - ユウ / 村田ゆかり 役（二役）
- 愛を乞うひと（2017年1月11日、読売テレビ・日本テレビ） - 陳照恵（16歳時） 役
- &美少女 NEXT GIRL meets Tokyo 第2話（2017年4月27日、フジテレビ） - 主演・小池梨花 役
- 探偵が早すぎる（2018年7月19日 - 9月20日、読売テレビ・日本テレビ） - 山崎未夏 役[8]

### 映画
- 悪夢ちゃん The 夢ovie（2014年5月3日、東宝） - 木下萌 役
- チア☆ダン〜女子高生がチアダンスで全米制覇しちゃったホントの話〜（2017年3月11日、東宝） - 絵里 役
- いつかのふたり（2019年10月12日全国公開） - 木嶋真友 役

### 舞台
- シブヤから遠く離れて（2016年12月9日 - 12月25日、Bunkamura シアターコクーン） - トシミ 役[3][4]
- 壁蝨（だに）（2017年8月30日、三越劇場） - 主演・藤本真子 役[5][6]

### ネットドラマ
- &美少女 NEXT GIRL meets Tokyo 第2話（2017年4月12日、FOD） - 主演・小池梨花 役

### CM
- 東進ハイスクール（2012年）
- ロッテ「Fit's」（2016年）[9]

### WEB動画
- ホットペッパービューティー[10]（2018年2月27日公開） - 主演・フウカ 役

## 書籍

### 雑誌連載
- ニコ☆プチ（2012年8月号 - 2013年6月号、新潮社） - 専属モデル
- Seventeen（2016年10月号 - 2019年4月号、集英社） - 専属モデル